# Abbaye Saint-Magloire de Paris
Pour les articles homonymes, voir Magloire.
L'abbaye Saint-Magloire de Paris est une ancienne abbaye parisienne de moines bénédictins.

## Situation
L'abbaye Saint-Magloire de Paris était située au 82, rue Saint-Denis à Paris. Elle était située à l'emplacement du carrefour des actuels rue Rambuteau et boulevard de Sébastopol. Elle s'étendait, au nord à l'arrière des maisons des actuels numéros 84 à 90 de la rue Saint-Denis jusqu'au « cul-de-sac Saint-Magloire » ou rue Saint-Magloire disparue en 1859 lors du prolongement de la rue de la Grande-Truanderie jusqu'au boulevard Sébastopol, au sud jusqu'à l'église du Saint-Sépulcre. Le boulevard Sébastopol a été percé en 1859 à son emplacement approximativement entre les rues de la Grande-Truanderie et Berger.
À proximité, se trouvait au nord, l'église Saint-Leu-Saint-Gilles.

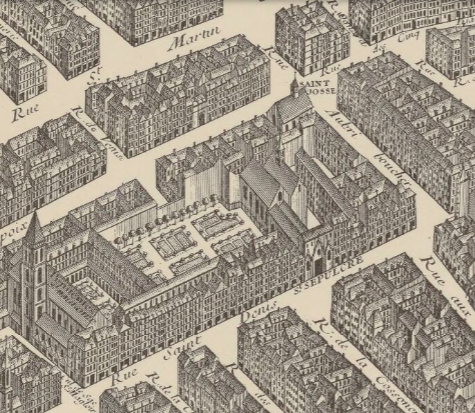
Abbaye Saint-Magloire sur plan Turgot.

## Historique

### Arrivée de la congrégation à Paris
Des moines de l'abbaye Saint-Magloire de Léhon fuyant les ravages normands se présentèrent à Paris devant Hugues Le Grand, selon les uns, Hugues Capet, selon d'autres. Le comte de Paris fonda vers 970 l'abbaye bénédictine de Saint-Magloire.
Le roi leur concéda une terre sur la rive en bordure de la rue Saint-Denis où fut érigée une chapelle dédiée à saint Georges  dite In suburbio Parisiaco, haud procul a moenibus c'est-à-dire dans la banlieue de Paris, non loin des murs,.

### Le monastère de l'île de la Cité
Le monastère s'établit vers la fin du Xe siècle  dans l'Île de la Cité à l'emplacement d'une ancienne chapelle royale du Palais dédiée à saint Barthélemy.
Robert Le Pieux (v.972-1031), confirme par un diplôme rédigé vers 999, toutes les donations faites par son père et son aïeul.
Philippe Ier, signe en 1093, une charte prononçant la soumission de l'abbaye Saint-Magloire de Paris à celle de l'abbaye de Marmoutier.

### Le monastère de la rue Saint-Denis
En 1138, les religieux de Saint-Magloire quittèrent la cité pour s'établir dans leur domaine de la rive droite rue Saint-Denis, au sud de l'église paroissiale Saint-Leu-Saint-Gilles qui fut édifiée en 1235. Deux religieux restèrent dans l'église Saint-Barthélémy de la Cité qui devint le centre d'une petite paroisse. Le jeune duc Geoffroy II de Bretagne donne en 1181, confirmation de l'accord conclu entre l'abbaye Saint-Magloire de Paris et le prieuré royal Saint-Magloire de Léhon
Henri Ier (1008-1060), roi des Francs de 1031 à 1060, donne aux moines de l'abbaye Saint-Magloire de Paris, dans le comté de Paris, la dîme des essarts en forêt d'Yvelines et l'église neuve des Essarts-le-Roi avec ses dîmes
Les Filles pénitentes, qui prirent le nom de Saint-Magloire, succédèrent à ces religieux dans leur couvent de la rue Saint-Denis.

### Le monastère de la rue Saint-Jacques

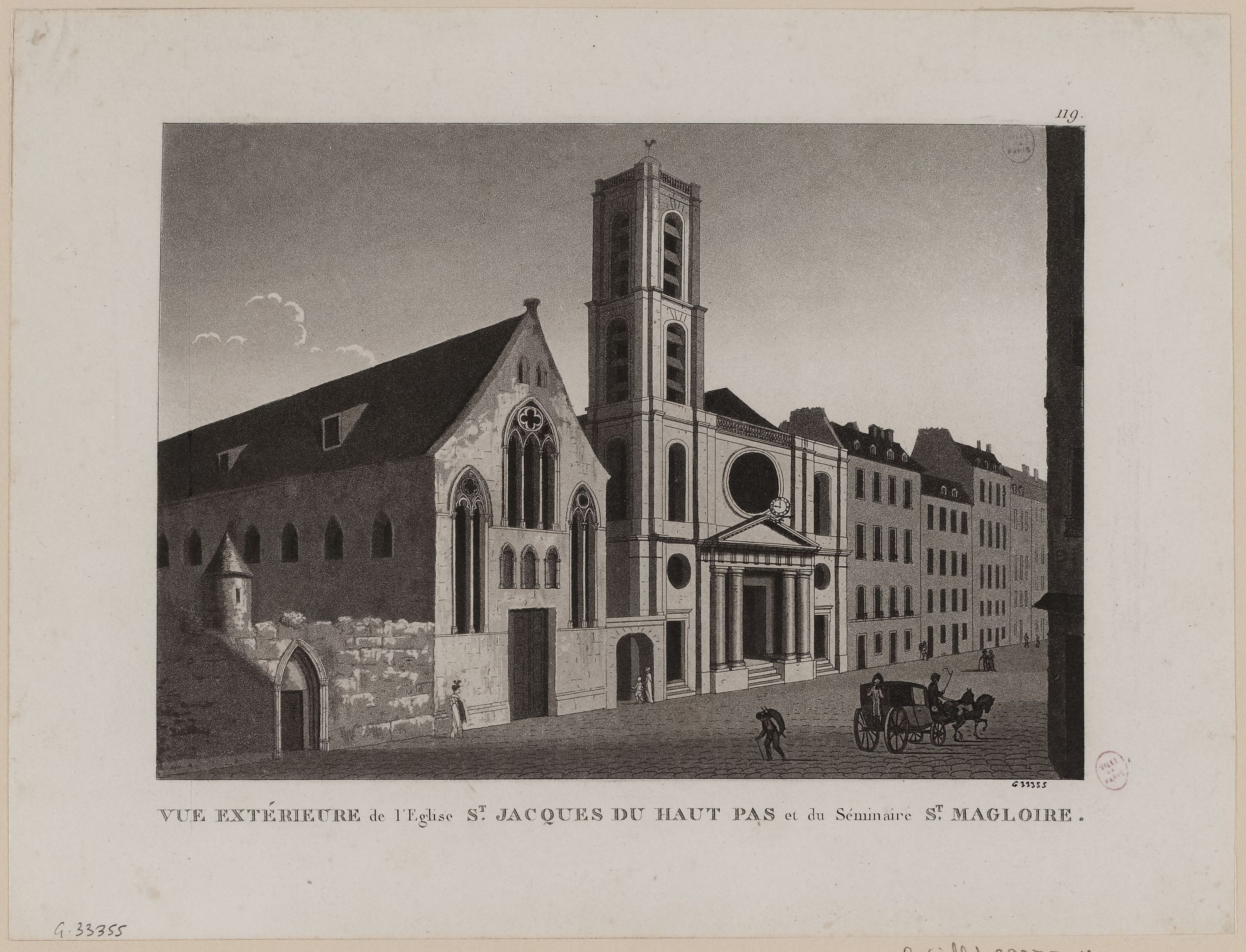
Vue du Séminaire St Magloire à côté de l'église St-Jacques-du-Haut-Pas.

En 1572, ils abandonnèrent le monastère de la rue Saint-Denis pour le séminaire Saint-Magloire, rue Saint-Jacques, près de l'église Saint-Jacques-du-Haut-Pas.

## Possessions de l'abbaye

### Possessions dans le diocèse de Chartres
En 989 Robert-le-Pieux donne à l'abbaye des dîmes en forêt d'Yveline, omnis terris Aquiline, que son fils, Henri Ier confirme en 1031-1032 
La seigneurie de Méré constituait le centre des possessions de l'abbaye Saint-Magloire en Yvelines. L'abbaye possédait en effet les paroisses groupées environnantes : Grosrouvre, Galluis et son annexe La Queue-les-Yvelines, Mareil-le-Guyon ancienne annexe de Méré, Bazoches-sur-Guyonne et son annexe Les Mesnuls, Montfort-l'Amaury, Autouillet, Boissy-sans-Avoir,

### Autres possessions
- Seigneurie de Morsang vendue en 1564,
- Seigneurie de Ris vendue en 1570,
- Seigneurie Villiers-Chapuis, en Seine-et-Marne, vendue  en 1573,
- Seigneurie d’Issy vendue en 1599 .
- Seigneurie de Méré, dans les Yvelines que l’Archevêque conserva jusqu’en 1790.
- Seigneurie du Lieutel, dans les Yvelines, vendue le 30 avril 1650 à Guillaume Robichon,
- Prieuré de Versailles vendu au roi en 1673. Dans quelques cas cependant, les anciens titres passèrent au nouveau
- Prieuré de Saint-Martin d'Ez, que Saint-Magloire avait reçu de Marmoutier en 1181, et passa à l'abbaye Saint-Martin de Pontoise, dans le seconde moitié du XVIe siècle. Nicole de Saint-Ouen, qui devint abbé de Saint-Magloire, en remplacement de Charles Boucher d'Orsay, en  était encore titulaire en  1554.

## Abbés

### Abbés réguliers
- 970 : Junan
- 1294 :  Louis de Montfort, c'est sous son ordre qu'est rédigé le  Petit Cartulaire, en  1294,
- 1328 : Jean de Rozay. Procéda en 1328 à un inventaire des  titres, et en  1331, fit réaliser la rédaction du Grand  Cartulaire,

### Abbés commendataires
- 1541 : Charles Boucher d'Orsay, évêque in-partibus de Mégare
- 1555 : Nicole de Saint-Ouen

## Propriétés, revenus
- 1209 : à la suite de l'arbitrage de Pierre de Nemours (?-1220), évêque de Paris, Thomas de Bruyères[12] cède à l'abbaye Saint-Magloire de Paris la dîme du fief de Séquigny qui revenait à la cure de Sainte-Geneviève-des-Bois (charte LXIX)[13].

## Œuvres d’art
Le couvent de la rue Saint-Denis abritait le monument funéraire d’André Blondel de Rocquencourt. La dalle, réalisée par Jean Goujon, est conservée au musée du Louvre.

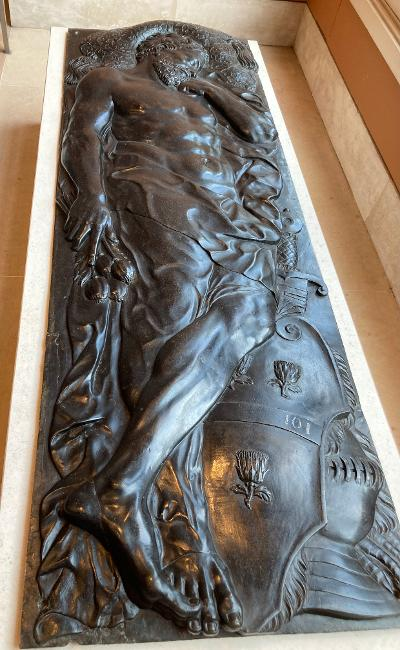
Dalle funéraire d’André Blondel de Rocquencourt, conservée au musée du Louvre.

## Suppression du couvent de la rue Saint-Denis

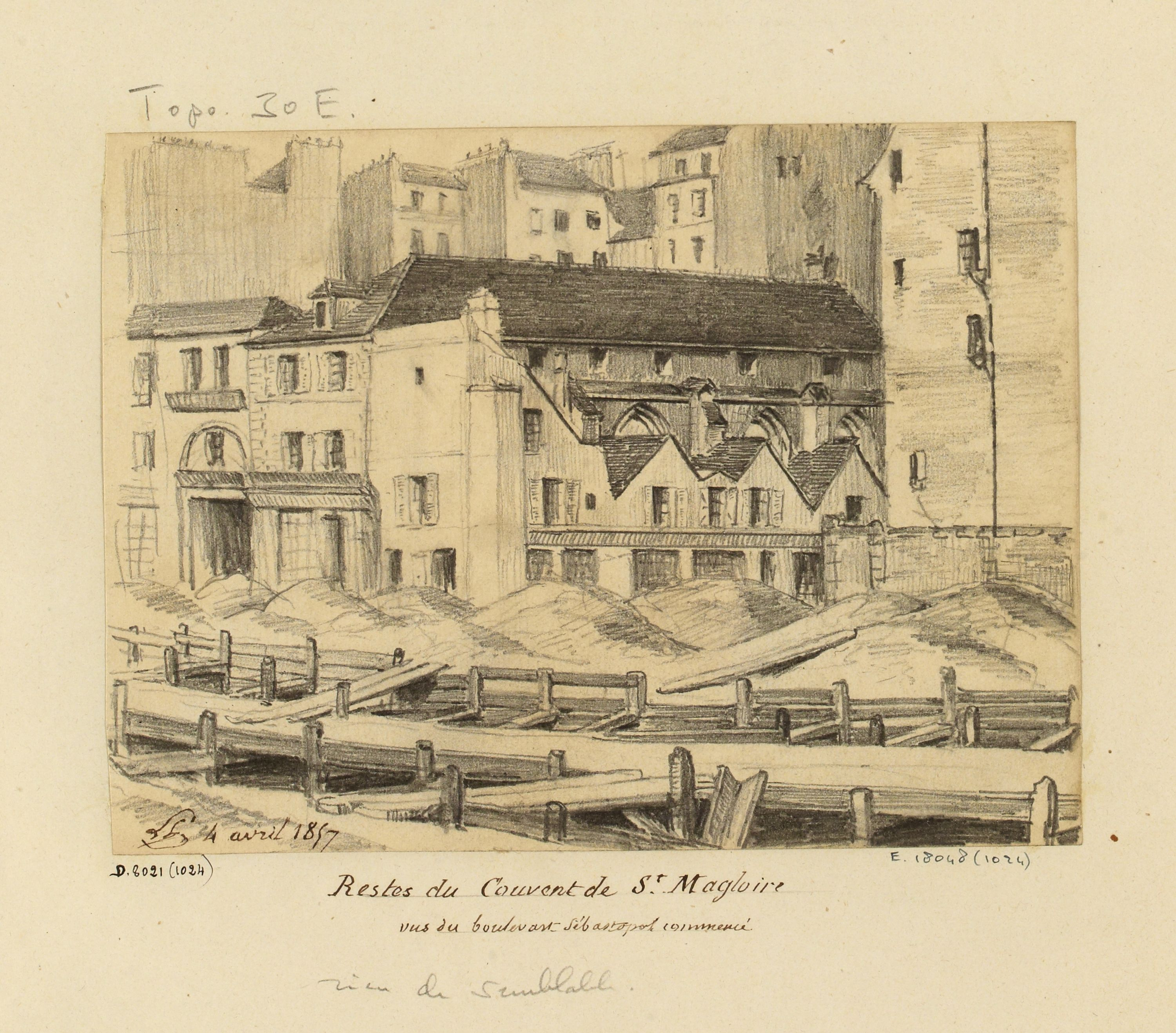
Restes de l'église du couvent de Saint-Magloire en 1858.

Le couvent est supprimé en 1790 et ses bâtiments devinrent biens nationaux.
Le couvent utilisé de 1792 à 1795 comme manufacture de fabrication d'armes est vendu en août 1795 à plusieurs acquéreurs. L'église est démolie, clocher transept et la plus grande partie de la nef, le 15 juillet 1797, le couvent le 26 mai 1796. À leur emplacement, divers bâtiments sont construits, ensemble très dense s'étendant également sur une partie des anciens jardins et cours remplacés par des cours exigües.
Le mur nord du collatéral de la nef de l'église, divisée intérieurement en divers locaux, était encore visible en 1858 lors du percement du boulevard Sébastopol.
La plupart des bâtiments construits à la suite de la vente du couvent à la fin des années 1790 sont disparus lors du percement de la rue Rambuteau en 1838 et à la fin des années 1850 lors du percement du boulevard Sébastopol et du prolongement des rues de la Cossonnerie et de la Grande-Truanderie.
Il n'en reste plus aucun vestige visible sur les voies parcourant le territoire de l'ancienne abbaye (rue Saint-Denis, rue Réaumur, boulevard Sébastopol, rue de la Cossonnerie).